# والتر ليون
والتر ليون (بالإنجليزية: Walter Lyon)‏ (28 فبراير 1841 - 16 مارس 1918) هو لاعب كريكت بريطاني (وحمل سابقاً جنسية المملكة المتحدة لبريطانيا العظمى وأيرلندا).